# Scott Shaw
Scott Shaw (Los Angeles, 23 settembre 1958) è uno scrittore e regista statunitense.

## Biografia
Ha scritto numerosi articoli e libri sulle arti marziali, sul buddismo zen e sulla filosofia orientale.
È anche un attore e regista. In collaborazione con il regista americano Donald G. Jackson ha creato uno stile di regia in cui non vengono utilizzate sceneggiature nella creazione di un film. Ha intitolato questo stile di regia "Zen Filmmaking".

## Opere e film
Tra i suoi film esistono:
- 9mm Sunrise (2006)
- Guns of El Chupacabra (1997)
- Hitman City (2003)
- Intervista: The Documentary (2005)
- Killer: Dead or Alive (2006)
- Max Hell Frog Warrior (1996)
- One Shot Sam (2006)
- Il ritorno del Roller Blade Seven (1993)
- Samurai Johnny Frankenstein (1993)
- Samurai Vampire Bikers From Hell (1992) (Film sui vampiri basato sulle arti marziali diretto e interpretato da Shaw).
- Super Hero Central (2004)
- The Final Kiss (2005)
- La leggenda del Roller Blade Seven (1992)
- The Rock n' Roll Cops (2003)
- The Roller Blade Seven (1991)
- Undercover X (2001)
- Viale dei vampiri (2004)
- Vampire Noir (2007)